# 乐陵影视城
乐陵影视城（英語：Laoling Film Studio），是位于中国山东省乐陵市的影视拍摄基地，总投资11.79亿人民币，总规划面积5334亩，是华北地区规模最大的文化教育影视基地。

## 历史
2024年1月2日，作为乐陵影视城的开园大剧，古装电视剧《国色芳华》正式开机拍摄。2024年8月12日至18日，乐陵影视城首次限时免费对外开放。2025年春节期间《唐探1900》部分限时开放，单日游客突破2万人。
2025年4月，山东省文旅产业高质量发展大会以乐陵影视城为主会场召开。五一黄金周期间锦绣唐园部分首次开放游览。

## 分区
园内分为影视主题外景拍摄区、红色年代戏主题摄影棚、望海亭湿地公园、五星级酒店、影视研发创新基地、影视主题游乐园及商业体验区等板块。其中，一期项目以“还原盛世唐朝”为主题，设有皇宫区、府衙区、作坊区、商业区、港口区等唐城建筑群场景。

## 取景作品
- 电视剧《国色芳华》
- 电影《唐探1900》
- 电视剧《四十七》[9]
- 电影《南京照相馆》（部分取景）[10]
- 电视剧《绝顶富贵》[11]